# 林枝春
林枝春（?—?），字青圃、一字繼仁，福建省福州府福清縣（今福建省福清縣）人，清朝政治人物、榜眼。林邦楨之子。

## 生平
乾隆二年（1737年），登一甲第二名進士，授翰林院編修。乾隆三年，任順天鄉試同考官。后升任翰林院侍講、侍講學士。乾隆六年，升任河南學政。后改右通政。乾隆十二年，任江西學政。次年改左通政。升任通政使司副使。有弟林夢彩、林鳳彩。